# 蓮沼站
蓮沼站（日语：／ Hasunuma eki */?）是一個位於東京都大田區西蒲田七丁目，屬於東急電鐵池上線的鐵路車站。1922年（大正11年）10月池上電氣鐵道車站開業。車站編號是IK14。

## 年表
- 1922年（大正11年）10月6日- 車站啟用。

## 構造
車站月台配置為側式月台，同時設置2條路軌。上下月台皆設有剪票口，兩月台間沒有通道連結。廁所設於五反田方向的月台。
| 月台 | 路線   | 方向 | 目的地                       |
| ---- | ------ | ---- | ---------------------------- |
| 1    | 池上線 | 下行 | 蒲田方向                     |
| 2    | 池上線 | 上行 | 雪谷大塚、旗之台、五反田方向 |

（來源：東急電鐵:車站構內圖 （页面存档备份，存于））

## 使用情況
2016年平均每天上下車人次有8,320人。
近年1日平均上下車人次、上車人次如下表。
| 年度               | 1日平均 上下車人次 | 1日平均 上車人次 | 來源     |
| ------------------ | ------------------ | ---------------- | -------- |
| 1990年（平成02年） |                    | 4,364            | [ * 1 ]  |
| 1991年（平成03年） |                    | 4,451            | [ * 2 ]  |
| 1992年（平成04年） |                    | 4,384            | [ * 3 ]  |
| 1993年（平成05年） |                    | 4,463            | [ * 4 ]  |
| 1994年（平成06年） |                    | 4,458            | [ * 5 ]  |
| 1995年（平成07年） |                    | 4,380            | [ * 6 ]  |
| 1996年（平成08年） |                    | 4,233            | [ * 7 ]  |
| 1997年（平成09年） |                    | 4,241            | [ * 8 ]  |
| 1998年（平成10年） |                    | 4,159            | [ * 9 ]  |
| 1999年（平成11年） |                    | 4,131            | [ * 10 ] |
| 2000年（平成12年） |                    | 4,096            | [ * 11 ] |
| 2001年（平成13年） |                    | 3,959            | [ * 12 ] |
| 2002年（平成14年） |                    | 3,896            | [ * 13 ] |
| 2003年（平成15年） | 7,655              | 3,855            | [ * 14 ] |
| 2004年（平成16年） | 7,536              | 3,915            | [ * 15 ] |
| 2005年（平成17年） | 7,152              | 3,706            | [ * 16 ] |
| 2006年（平成18年） | 7,065              | 3,671            | [ * 17 ] |
| 2007年（平成19年） | 7,256              | 3,770            | [ * 18 ] |
| 2008年（平成20年） | 7,206              | 3,745            | [ * 19 ] |
| 2009年（平成21年） | 7,255              | 3,762            | [ * 20 ] |
| 2010年（平成22年） | 7,341              |                  |          |
| 2011年（平成23年） | 7,291              |                  |          |
| 2012年（平成24年） | 7,447              |                  |          |
| 2013年（平成25年） | 7,587              |                  |          |
| 2014年（平成26年） | 7,715              |                  |          |
| 2015年（平成27年） | 8,079              |                  |          |
| 2016年（平成28年） | 8,320              |                  |          |
| 2017年（平成29年） | 8,436              |                  |          |
| 2018年（平成30年） | 8,597              |                  |          |
| 2019年（令和元年） | 8,577              |                  |          |
| 2020年（令和 2年） | 6,568              |                  |          |
| 2021年（令和 3年） | 7,060              |                  |          |
| 2022年（令和 4年） | 7,508              |                  |          |

## 周邊
- 大田區役所（日语：大田区役所）蒲田西特別出張所
- 大田都稅事務所
- 大田東矢口三郵便局
- 蓮沼商店街
- 大田區立蓮沼中學校（日语：大田区立蓮沼中学校）

## 巴士路線
- 「蓮沼站」巴士站（東急巴士）
  - 池上營業所（日语：東急バス池上営業所）路線
    - <品94> 往品川站（行經池上站、大田文化之森（日语：大田文化の森）、大森站、大井町站） ※夜間除外
    - <井03> 往大井町站（行經池上站、大田文化之森、大森站） ※僅夜間
    - <井03>（入庫）池上營業所（行經池上站）
    - <蒲01> 往六鄉土手（行經新蒲田二丁目、西六鄉小學校）
    - <蒲12> 往田園調布站行（行經矢口渡、久原出世觀音、雪谷）
    - <品94、井03、蒲01、蒲12> 往蒲田站（行經大田都稅事務所）

  - 荏原營業所（日语：東急バス目黒営業所）路線
    - <蒲15> 往荏原町站入口（行經池上站、大田文化之森、馬込橋） ※僅日間
    - <蒲15> 往蒲田站（行經大田都稅事務所）

## 名稱由來
站名取自開業當時的地名（荏原郡矢口村大字蓮沼）。
「蓮沼」一帶在古時與鄰近的蒲田一樣是池沼眾多的濕地地帶，此地因有座蓮花眾多的池沼（蓮沼）而得名。

## 相鄰車站
東急電鐵
 池上線
池上（IK13）－蓮沼（IK14）－蒲田（IK15）

## 外部連結
- 蓮沼（各站資訊） - 東急電鐵（日語）